# Dia mundial de les aus
El Dia de les aus és el nom de diverses celebracions dedicades als ocells. La primera d'aquestes celebracions la va establir Charles Almanzo Babcock, a la Oli City com a superintendent d'educació, el 1894.
El dia de les aus es va establir a Oli City, en una escola de Pennsilvània superintendent Charles Almanzo Babcock el 1894. Va ser la primera festa dedicada als Estats Units per celebrar i mentalitzar-se vers la conservació de les aus. Babcock volia avançar en la conservació de les aus com un valor moral de la societat. Va començar a celebrar-se el 4 de maig de cada any. En l'actualitat se celebra els segons caps de setmana de maig i octubre de cada any.

## Dia d'Ocell Migratori internacional
El Dia Mundial de les aus migratòries pretén ser una iniciativa de conservació que sensibilitzi sobre la conservació de les aus migratòries i els seus hàbitats per tot l'Hemisferi Occidental. Aquest programa està dedicat als esforços internacionals de conservació i educació mediambiental al Canadà, els Estats Units, Mèxic, Central i Amèrica del Sud, i el Carib. Originat per Smithsonian Migratory Bird Center, és ara coordinat per l'entitat Environment America.
Dia mundial de les aus migratòries (IMBD) oficialment té lloc cada any en el segon dissabte de maig als USA i Canadà i en el segon dissabte d'octubre a Mèxic, Amèrica Central del Sud, i el Carib. Reconeixent que aquesta data no funciona bé per a tots els llocs per a les aus migratòries, cada espai i país acullen aquests programes a la seva conveniència durant tot l'any.
Aquest programa, incita al públic en general a preocupar-se per mantenir poblacions d'ocells saludables i protegir els hàbitats reproductors, no reproductors i de cessament d'activitats humanes en aquests hàbitats migratoris. Aquest dia mundial, sovint tracta de programes d'educació científica informal o activitats d'aprenentatge informal en ciència com passejades d'observació d'ocells, concursos d'art, festivals basats en la natura o presentacions divulgatives fetes per especialistes. Aquests programes tenen lloc en una varietat d'espaiss com zoològics, aquaris, espais naturals protegits, museus, i escoles.
Moltes d'aquests activitats tenen com a protagonistes els infants, com les cançons que el 2018 els nens d'escoles de tot la ruta migratòria africà-eurasiàtica han dedicat als ocells que passen pel seu país. Cada cançó és diferent, però el seu missatge és el mateix: tots hem d'unir-se per protegir les nostres aus migratòries.
Cada any els dies mundials dels ocells compten amb un nous tema conservacionista amb les corresponents obres d'art, materials educatius, i activitats.
- 2000: Atenció en el Falcó, Artista Roger Tory Peterson
- 2001: El gust dels Tròpics, Artista Terry Issac
- 2002: Explorant Hàbitats, Artista Charley Harper
- 2003: Catalitzadors per la Conservació, Artista Gerald Sneed
- 2004: Conservant les aus de les colònies, Artista Ram Papish
- 2005: Col·lisions, Artista David Sibley
- 2006: El Bosc Bosc, Artista Radeaux
- 2007: Les aus en el clima canviant, Artista Louise Zemaitis
- 2008: De la Tundra als Tròpics, Artista Eleazar Saenz
- 2009: Reconeixent les aus en la cultura, Artista Andy Everson
- 2010: El poder de les Societats, Artista Bob Petty
- 2011: Sigues salvatge, sigues ocellaire, Artista John Muir Lleis
- 2012: Connectant persones amb la conservació de les aus, Artista Rafael Lopez
- 2013: Cicle de vida de les aus migratòries, Artista Barry Kent MacKay
- 2014: Per què son importants les aus? Els beneficis de les aus en els éssers humans i la naturalesa, Artista Elias St. Louis
- 2015: Restaurar l'hàbitat, restaurar les aus, Artista Amelia Hansen
- 2016: Desplega les ales per la conservació de les aus, Artista Lionel Worrell
- 2017: Llocs de repòs: ajudant els ocells en el seu camí, Artista
- 2018: Unificar les nostres veus per la conservació de les aus, Artista

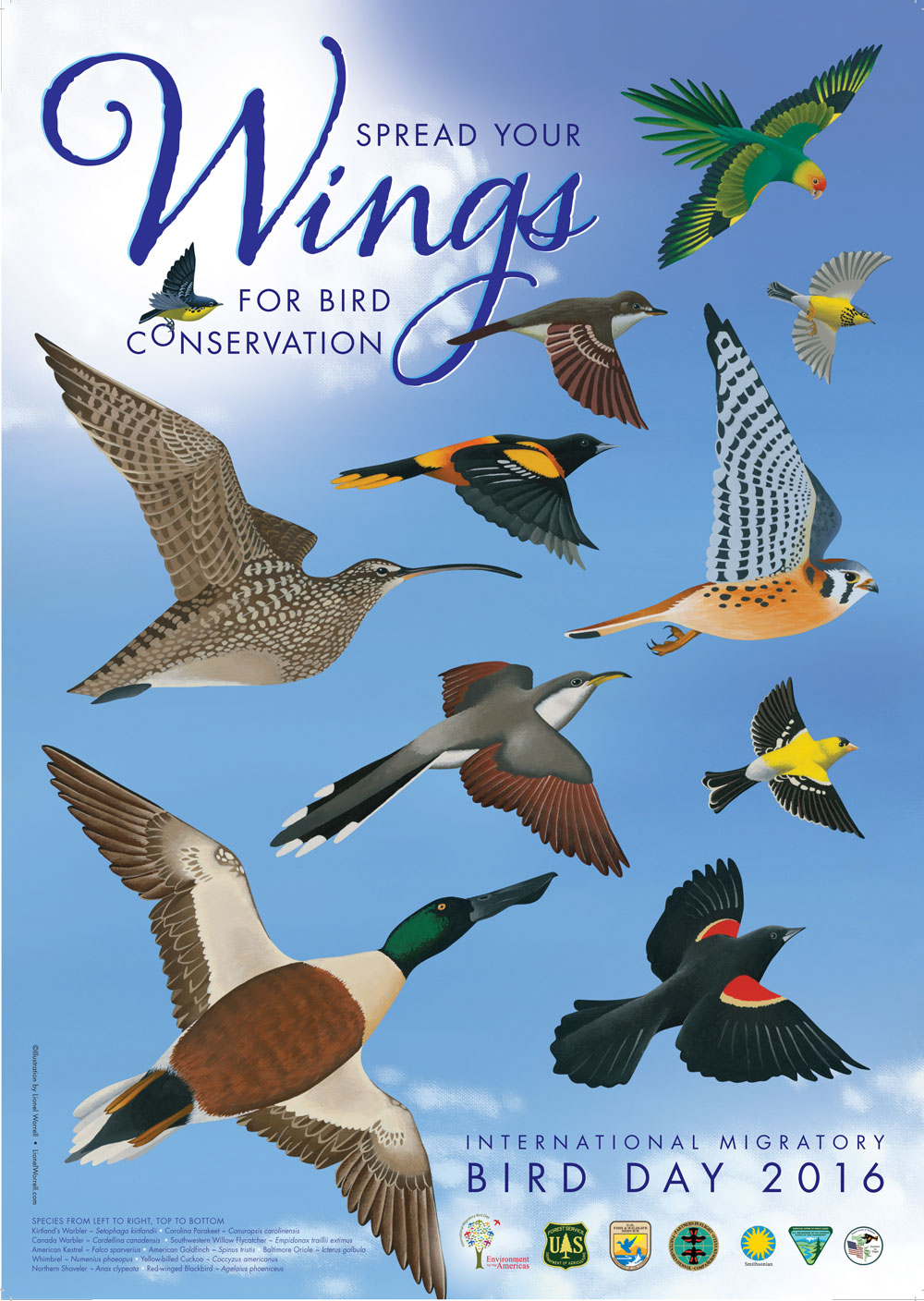
Dia mundial de les aus migratòries 2016, cartell per Lionel Worrell

Socis importants: US Forest Service, Partners in Flight, US Fish & Wildlife Service, Bureau of Land Management, Nature Canada, Birds & Beans, Pepco Holdings, Get To Know, US Geological Society, Ornilux, Birdzilla, Optics for the Tropics, i Society for the Conservation and Study of Caribbean Birds.

## Dia mundial de les aus migratòries
El 2006, les Nacions Unides van establir Dia mundial de les aus migratòries que se celebra el segon cap de setmana de cada any. L'esdeveniment va ser fundat en el marc de l'Acord sobre la conservació dels ocells aquàtics migratoris afroeurasiàtics per aixecar conscienciació de les connexions migratòries entre regions del globus. Els esdeveniments d'aquest dia se celebren en mes de 118 nacions. Cada any, les Nacions Unides anuncia un tema d'unió pels esdeveniments oficials.

## Dia nacional de les aus (Estats Units)

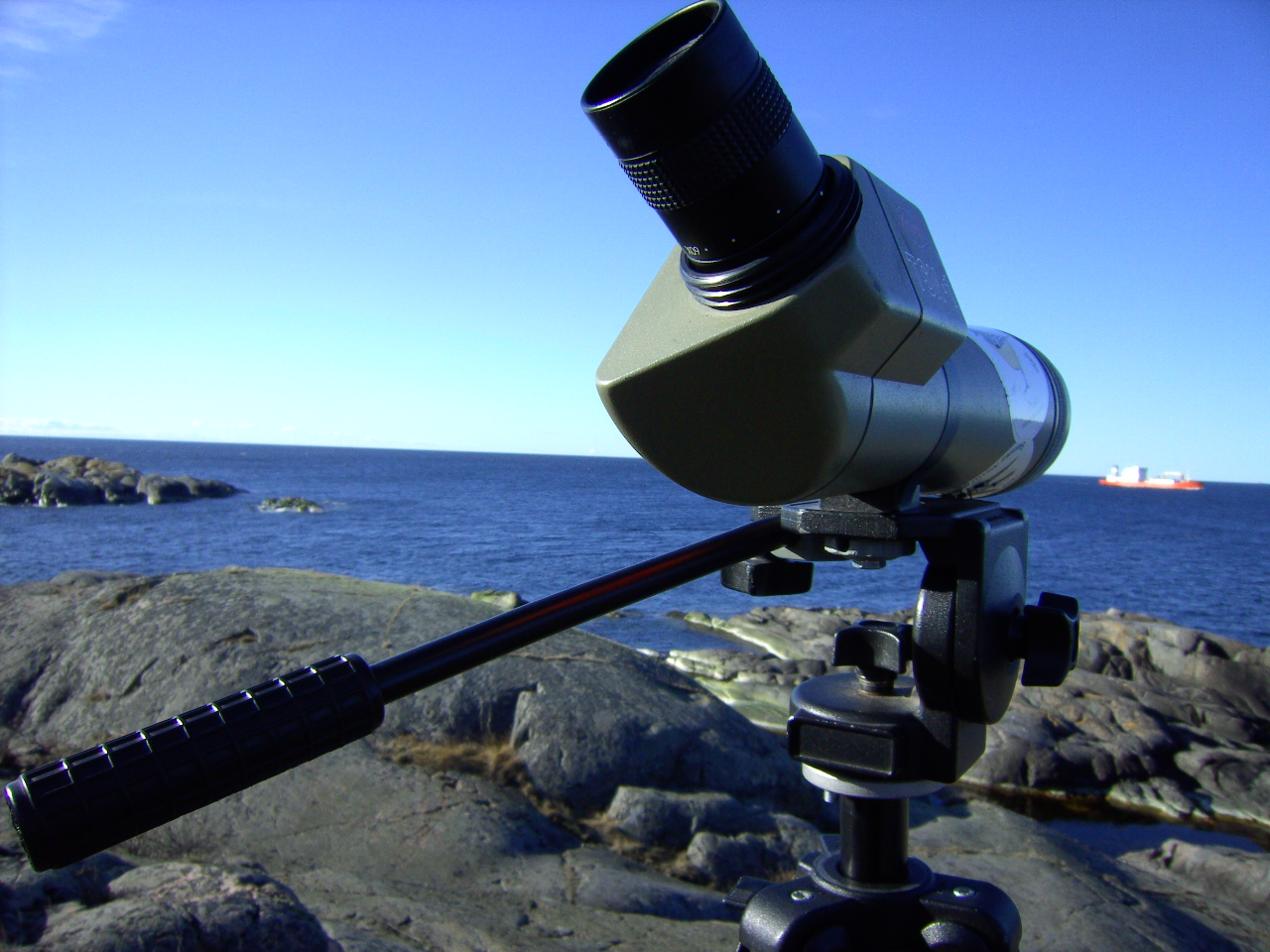
Observació d'ocells a Landsort, Abril 2009

El Dia nacional de les aus és una festa anual amb mig milió de partidaris que celebren a través de l'observació d'aus, estudiant la seva biologia i comportament, i efectuant altres activitats relacionades. L'adopció d'ocells és una de les activitats importants en aquest dia. Segons el diari Atlanta Journal-Constitiution, molts aficionats a les aus donen suport a l'adopció d'aus i eduquen als seus propietaris en les seves necessitats especials i els problemes que poden tenir la cura d'aquests animals, incloent el seus "cants, mossegades, neteges constants, la necessitat d'interacció diària i dieta variada". Dia Nacional de les Aus té lloc cada any el 5 de gener.

## Dia de les aus (Regne Unit)
Des de 1979, els amants de les aus en el Regne Unit han participat en el Big Garden Birdwatch. Es l'esdeveniment anual coordinat per la Royal Society for the Protection of Birds, en la que fins a un milió de persones compten espècies d'aus durant una hora. El 2009 el Big Garden Birdwatch va ser denominat "Dia de les aus" pel diari Scotsman.